# Jameecada Aabow
Jameecada Aabow is een dorp in het district Qoryoley in de gobolka (regio) Neder-Shabelle in Zuid-Somalië.
Jameecada Aabow ligt 4,1 km ten noorden van de districtshoofdstad Qoryoley en de Shebelle-rivier in een landbouwgebied. Dorpen in de buurt zijn Jasiira (4,1 km) en Garas Jeereed (4,3 km). De afstand naar de kust van de Indische Oceaan bedraagt 24 km. Jameecada Aabow is een dorp met veel traditionele hutten die in omheinde groepjes bij elkaar liggen met paadjes tussen deze groepjes. Er komen gestaag meer huisjes met daken van golfplaat. Aan de noordrand van het dorp ligt een waterpoel. 2,5 km verder noordelijk ligt een oude, uitgedroogde bedding van de Shebelle met de naam Togga Suro. 
Klimaat: Jameecada Aabow heeft een tropisch savanneklimaat. De gemiddelde jaartemperatuur is 26,5°C en is opmerkelijk constant. April is de warmste maand, gemiddeld 28,2°C; juli is het koelste, gemiddeld 25,1°C. De jaarlijkse regenval bedraagt ca. 423 mm (ter vergelijking: in Nederland ca. 800 mm). Van december t/m maart is er een lang droog seizoen, direct gevolgd door een nat seizoen in april-mei. In de periode juni-september neemt de regenval gestaag af, met in oktober-november weer een kleinere natte periode. April is de natste maand met ca. 95 mm neerslag. Overigens kan e.e.a. van jaar tot jaar sterk verschillen.